# I. Narjot tripoliszi gróf
I. Narjot (1250 körül – 1293. augusztus 8./szeptember 16.), franciául: Narjot de Toucy, latinul: Nargaldus de Toceio, Laterza ura, Durazzó főkapitánya, a Szicíliai (Nápolyi) Királyság tengernagya, felesége révén I. Narjot néven címzetes antiochiai herceg és tripoliszi gróf. A francia eredetű Toucy-ház tagja II/IV. Narjot néven. Franciaországi Ágnes bizánci császárné dédunokája.

## Élete
Apja Toucy Fülöp (1220 körül–1277), a Konstantinápolyi Latin Császárság régense (ur.: 1245–1247). Anyja Portia, Othon de Roye lánya. Apai nagyszülei idősebb Toucy Narjot (1162 körül–1241), aki a Konstantinápolyi Latin Császárság elő régense volt a családból (ur.: 1228–1231; 1238–1239) és Branaina úrnő (1205 körül–1239) voltak. Apai nagyanyja révén pedig a francia királyoktól származott, hiszen Branaina úrnő anyja, Capet Ágnes (1271/72–1240), aki Narjot herceg dédanyja volt, VII. Lajos francia király legkisebb lányaként és Capet Margit magyar királyné húgaként látta meg a napvilágot. Capet Ágnes két bizánci császár felesége is volt: II. Alexiosz és I. Andronikosz és bizánci császárnéként az ortodox vallás mellett az Anna nevet vette fel. Egyik császári férjének sem szült gyermekeket, hiszen 13/14 éves volt, mikor másodszor is megözvegyült 1185-ben, majd 1204-ben feleségül ment Theodorosz Branasz bizánci úrhoz, aki a nyugati keresztesekhez csatlakozott a Konstantinápolyi Latin Császárság megalapításakor, elnyerte a cézár címet és a császárság régensi tisztét is betöltötte I. Henrik császár idején. Ebből a házasságból egy ismeretlen nevű leány, Branaina úrnő született, aki Narjot herceg apai nagyanyja volt.
A Konstantinápolyi Latin Császárság 1261-es bukása után apja, Fülöp követte császárát, II. Baldvint Franciaországba, majd Anjou Károly francia királyi herceget követte a pápa által ráruházott, majd a franciák által elfoglalt és megszállt Szicíliai Királyságba, ahol Fülöp lett a királyság tengernagya, mely tisztséget fia, Narjot is örökölt, és a Tarantói Hercegségben Laterza uradalmát igazgatta.
Narjot 1278 körül feleségül vette Lúcia antiochiai hercegnőt, akivel a Nápolyi királyságban éltek, és egy fiuk is született, Fülöp. 1287. október 19-én feleségének a bátyja, VII. Bohemond (1260/62–1287) gyermektelenül meghalt, és Lucia megörökölte a Tripoliszi Grófságot és az antiochiai hercegi címet. Lúcia ekkor a Nápolyi (Szicíliai) Királyságban tartózkodott, így Lúcia anyjának, Szibilla özvegy hercegnének ajánlották fel a kormányzást, aki a most elhunyt fia, VII. Bohemond kiskorúsága idején is vitte már a kormányrudat, de nézeteltérés alakult ki a hercegné és a város vezetése között, ezért Szibilla lemondott a hatalomról, és hazájába, Örményországba távozott. Lúcia 1288 elején a férjével hajón a Jeruzsálemi Királyság fővárosába, Akkonba érkezett. A Tripoliszi Grófság vezetése azonban megosztott volt Lucia örökségének és hatalmának elismerése ügyében, de végül az örökös grófnő 1288. április 24-én bevonulhatott Tripoli városába, és átvette az országa vezetését. Az egyiptomi szultán viszont kihasználta a városban kialakult ellentéteket, és 1289. elején megtámadta Tripoliszt. Lúcia épp egy évnyi uralkodás után kénytelen volt átengedni grófságát Al-Manszúr Kaláún egyiptomi szultánnak 1289. április 29-én, a trónfosztott uralkodónő pedig Ciprusra menekült, ahol főhűbérura, a jeruzsálemi király, II. Henrik mint Ciprus királya uralkodott. Lúcia ezután visszatért a Nápolyi Királyságba. Két évvel később, 1291-ben a Jeruzsálemi Királyság is végleg elesett. Narjot 1293-ban meghalt, Lúcia nem ment többé férjhez, és egyetlen fiukat, Fülöpöt 1299-ben eljegyezte II. Károly nápolyi király lányával, Eleonóra hercegnővel, de Lúcia még ugyanebben az évben, 1299. június 29-én (vagy ekörül) meghalt, fia pedig megörökölte anyjától az antiochiai hercegi címét. Kiskorú fiának eljegyzését azonban 1300. január 17-én VIII. Bonifác pápa a felek kiskorúságának indokával felbontotta. Fülöp herceget ekkor említették utoljára, további sorsáról nincs dokumentum, feltehetőleg még gyermekkorában meghalt. Menyasszonya, Eleonóra hercegnő 1303-ban feleségül ment II. Frigyes szicíliai királyhoz.

## Gyermeke
- Feleségétől, I. Lúcia (1265 körül–1299) címzetes antiochiai hercegnőtől és tripoliszi grófnőtől, 1 fiú:
  - Fülöp (1285 körül – 1300. január 17. után) címzetes antiochiai herceg, jegyese Anjou Eleonóra (1289–1341) nápolyi királyi hercegnő, II. Károly nápolyi király és Árpád-házi Mária magyar királyi hercegnő lánya, később feleségül ment II. Frigyes szicíliai királyhoz.